# Miroslav Mikolášik
Miroslav Mikolášik, né le 11 septembre 1952 à Dolný Kubín, est un médecin et homme politique slovaque, membre du Mouvement chrétien-démocrate. 
De 2004 à 2019, il est membre du Parlement européen.

## Biographie
Miroslav Mikolášik a effectué sa scolarité secondaire au lycée Alphonse-Daudet de Nîmes ayant bénéficié d'un programme d'accueil d'élèves tchécoslovaques en France à la suite de sa réussite à un concours organisé par les ministères des Affaires étrangères et de l'éducation. Il fait ensuite des études de médecine à l'université Charles de Prague, achevées en 1978. Il exerce ensuite comme praticien hospitalier, mais perd son poste après avoir refusé de participer à des IVG pour raison de conscience et est transféré dans un poste de médecine du travail dans une petite usine d'Istebné nad Oravou.
Après la révolution de Velours, il entre dans la vie politique en militant au Mouvement chrétien-démocrate (KDH) et est élu local dans sa région d'origine. Il dirige le service des relations internationales du ministère de la Santé et siège de 1994 à 1999 au parlement slovaque, le Conseil national. Il est ensuite de 1999 à 2002 ambassadeur à Ottawa.
En 2004, il est élu député européen et réélu en 2009 et en 2014. Catholique fervent, il est engagé dans les questions de bioéthique au Parlement européen.
Miroslav Mikolášik est marié et a quatre enfants.